# Mondovi (condado de Buffalo, Wisconsin)
Mondovi es un pueblo ubicado en el condado de Buffalo en el estado estadounidense de Wisconsin. En el Censo de 2010 tenía una población de 469 habitantes y una densidad poblacional de 5,59 personas por km².

## Geografía
Mondovi se encuentra ubicado en las coordenadas 44°31′59″N 91°42′59″O / 44.53306, -91.71639. Según la Oficina del Censo de los Estados Unidos, Mondovi tiene una superficie total de 83.85 km², de la cual 83.55 km² corresponden a tierra firme y (0.36%) 0.3 km² es agua.

## Demografía
Según el censo de 2010, había 469 personas residiendo en Mondovi. La densidad de población era de 5,59 hab./km². De los 469 habitantes, Mondovi estaba compuesto por el 97.23% blancos, el 0% eran afroamericanos, el 0.21% eran amerindios, el 0.21% eran asiáticos, el 0% eran isleños del Pacífico, el 1.07% eran de otras razas y el 1.28% pertenecían a dos o más razas. Del total de la población el 1.07% eran hispanos o latinos de cualquier raza.